# Ulica Głębocka w Warszawie
Ulica Głębocka – ulica w warszawskich dzielnicach Targówek i Białołęka, biegnąca od skrzyżowania ul. Malborskiej i ul. Przy Grodzisku do skrzyżowania z ul. Berensona.

## Przebieg
Ulica, będąca przedłużeniem ulicy św. Wincentego, ma swój początek przy skrzyżowaniu z ul. Malborską i ul. Przy Grodzisku i biegnie w kierunku północnym, do skrzyżowania z ul. Berensona na Białołęce.
Na całej jej długości równolegle do ulicy biegnie ścieżka rowerowa. Na odcinku od skrzyżowania z ul. Malborską i ul. Przy Grodzisku do skrzyżowania z ul. Magiczną ulica jest dwupasmowa.  W roku 2010 niebezpieczne skrzyżowanie ulicy Głębockiej z ul. Małej Brzozy i zjazdem na Trasę Toruńską zostało zastąpione rondem. Wtedy też poszerzono ulicę do szerokości dwóch pasów ruchu, wybudowano drugi wiadukt nad Trasą Toruńską oraz bezkolizyjne wjazdy na Trasę.
Rozważana jest budowa linii tramwajowej wzdłuż ulicy oraz ulokowanie w jej bezpośrednim sąsiedztwie stacji metra.

## Ważniejsze obiekty
- Centrum handlowe Atrium Targówek
- Kościół św. Michała Archanioła